# گریس براون
گریس براون (انگلیسی: Grace Brown؛ زادهٔ ۷ ژوئیهٔ ۱۹۹۲) دوچرخه‌سوار جاده زن اهل استرالیا است.
وی در مسابقات کشوری و بین‌المللی در مجموع برندهٔ ۲ مدال طلا، ۲ مدال نقره شده است.